# Stade Marienthal
Le Stade Marienthal (en allemand : Stadion Marienthal) est un ancien stade de football allemand situé à Marienthal, quartier est de l'arrondissement de Wandsbek de la ville de Hambourg.
Le stade, doté de 6 500 places et inauguré en 1924, servait d'enceinte à l'équipe de football du SC Concordia Hambourg.

## Histoire
Les travaux du stade débutent en 1922 pour s'achever deux ans plus tard en 1924.
Il est inauguré le 14 septembre 1924 lors d'un match entre les locaux du Concordia Hambourg et le Hambourg SV, la plus importante équipe de la ville.
En 1957, le stade se dote d'installations lumineuses pour les matchs nocturnes.
Le 30 juin 2009, le stade ferme ses portes après 85 ans d'existence. Les quatre mâts de projecteurs sont démantelés en 2014.
Un premier centre d'accueil de réfugiés est mis en place sur le site d'août 2015 à décembre 2016 et est démantelé en février 2017. Huit maisons de ville doivent alors être construites sur le site.